# Бушков, Евгений Робертович
Бушков, Евгений Робертович  (род. 1968, Москва, СССР) — российский скрипач и дирижёр; главный дирижёр Государственного камерного оркестра Республики Беларусь (с 2009 года); заслуженный артист Российской Федерации (2008).

## Биография
Родился в 1968 году в Москве в семье скрипачей.
Начал обучение игре на скрипке в возрасте 5 лет. В 8 лет впервые выступил с симфоническим оркестром. Его учителями были З. Гилельс, Л. Коган, В. Третьяков, А. Винницкий и его мать — Зариус Шихмурзаева.
Окончил ЦМШ при Московской консерватории (1986). Обучался в Московской консерватории. Лауреат нескольких крупнейших международных конкурсов: им. Г. Венявского в Познани (1986, I премия), им. Королевы Елизаветы в Брюсселе (1989, III премия), им. П. И. Чайковского в Москве (1990, II премия), победитель Первого Всемирного конкурса имени Шеринга в Монте-Карло (1992).
Прекратив выступления в качестве скрипача, обратился к дирижёрскому искусству. В 2002—2009 годах — дирижёр оркестра «Новая Россия». С 2009 года — главный дирижёр Государственного камерного оркестра Республики Беларусь. В 2012—2014 годах — главный дирижёр Академического симфонического оркестра Саратовской областной филармонии им. Шнитке.

## Семья
Сын — Марк Бушков — также известный скрипач.
Дочь — Мишель Бушкова — скрипачка, пианистка и дирижер.